# Silvio Bicchi
Silvio Bicchi (Livorno, 1874 – Firenze, 1948) è stato un pittore italiano.

## Biografia
Si affermò, dopo essere stato con suo fratello Ottorino Bicchi allievo del Fattori all'Accademia delle Belle Arti di Firenze, con una serie di illustrazioni della Divina Commedia.
Fu quindi a Parigi, poi a Londra, dove risentì profondamente l'influenza dei grandi ritrattisti inglesi.
Durante il suo successivo soggiorno nell'America settentrionale raggiunse larga popolarità e dove, tra l'altro, nel 1893 vinse il concorso per la fusione delle porte della Biblioteca di Boston. In seguito ritornò in Italia ove continuò ad operare prediligendo soggetti di genere popolare ed usando di preferenza la tecnica a tempera ed a pastello.
Partecipò a due edizioni della Esposizione internazionale d'arte di Venezia quella del 1914 e quella dl 1920..
Tra il 1927 e il 1928 assume la direzione artistica della fabbrica Ceramiche Milani. Realizza in Vita opere anche con la tecnica dell'affresco tra le opere note gli affreschi della Biblioteca della Villa Magni-Rizzoli a Canzo.
Il comune di Livorno ha intitolato una strada a suo nome.

## Musei e collezioni
Una raccolta di opere di Silvio Bicchi si trova nel Museo civico di palazzo Guicciardini a Montopoli in Val d'Arno, paese in cui trascorse numerosi anni. Due opere Dante Riceve Farinata e Dante e Farinata si trovano presso la Pinacoteca Ambrosiana a Milano. l'opera Ritratto del Banchiere Jjzef, Leopold Toepliz si trova presso la collezione permanente della Banca Intesa Sanpaolo.